# ソウル九老警察署
ソウル九老警察署（ソウルクロけいさつしょ）は、ソウル地方警察庁所管の警察署である。

## 管轄区域
- 九老区

## 沿革
- 1980年8月3日 - 開所。江西警察署が所管していた5派出所、永登浦警察署が所管していた2派出所、南部警察署が所管していた5派出所を編入
- 2001年12月27日 - ソウル九老警察署に名称を改称
- 2006年3月1日  - 大林地区隊をソウル永登浦警察署へ移管、加里峰地区隊（現：九老3派出所、加里峰派出所）を編入
- 2022年12月  - 老朽化した庁舎の建て替えのため、ショッピングモール「新道林テクノマート」内の臨時庁舎に移転。

## 管轄地区隊
- 新九老地区隊
- 九一地区隊
- 高尺地区隊
- 開峰地区隊
- 梧柳地区隊

## 管轄派出所
- 九老3派出所
- 加里峰派出所

## 管轄治安センター
- 新道林治安センター
- 九老治安センター
- 九老1治安センター
- 九老2治安センター
- 高尺治安センター
- 開峰治安センター
- 開峰1治安センター
- 開峰3治安センター
- 水宮治安センター